# GitLab
GitLab — веб-инструмент жизненного цикла DevOps с открытым исходным кодом, представляющий систему управления репозиториями кода для Git с собственной вики, системой отслеживания ошибок, CI/CD пайплайном и другими функциями.
Код изначально был написан на Ruby, а некоторые его части были позже переписаны на Go. Первоначально GitLab представлял собой решение для управления исходным кодом и совместной разработки, созданное украинскими программистами Дмитрием Запорожцем и Валерием Сизовым для собственных нужд. Позже GitLab превратился в интегрированное решение, охватывающее весь жизненный цикл разработки программного обеспечения, а затем и весь жизненный цикл DevOps. Текущий стек технологий включает в себя Go, Ruby on Rails и Vue.js.
В мае 2016 компания имела около 80 сотрудников, а в 2019 году их количество превысило 1000 человек и более 2000 присоединились к открытому коду. Систему используют более 100 000 организаций, включая IBM, китайского гиганта электронной коммерции Alibaba, японскую Sony, Юлихский исследовательский центр, NASA, CERN, Invincea, издательство O’Reilly, Вычислительный центр Лейбница (LRZ) и фонд GNOME, KDE.
Дмитрий Запорожец, сооснователь компании, покинул GitLab в 2021 году. Перед этим он вывел GitLab на IPO. В результате компания достигла капитализации в $19 млрд.

## История и события
Первоначально продукт назывался GitLab и распространялся под лицензией MIT.
В июле 2013 продукт был разделен на две отдельные версии: GitLab CE: Community Edition и GitLab EE: Enterprise Edition. Лицензирование обеих версий осталось неизменным — свободное программное обеспечение с открытым исходным кодом, распространяемое по лицензии MIT.
В феврале 2014 года GitLab адаптировала бизнес-модель Open core. GitLab EE устанавливается в соответствии с лицензией EE и дополнена функциями, отсутствующими в версии CE. Хотя лицензия GitLab EE была изменена, исходный код остался общедоступным. А для GitLab CE модель лицензирования MIT с открытым исходным кодом осталась неизменной.
В январе 2015 года GitLab выпустила приложение для непрерывной интеграции GitLab Runner, написанное на Go.
В июле 2015 года компания собрала $1,5 млн за счет стартового финансирования. Клиентами по состоянию на 2015 год были такие компании, как Alibaba Group и IBM.
В сентябре 2015 года GitLab привлекла $4 млн в рамках венчурного финансирования серии А от Khosla Ventures.
В июле 2016 года генеральный директор GitLab подтвердил открытую бизнес-модель компании.
В сентябре 2016 года компания GitLab привлекла дополнительные $20 млн в рамках финансирования серии B от August Capital и других инвесторов.
В январе 2017 года администратор базы данных случайно удалил производственную базу данных после кибератаки. Были утеряны данные, добавленные в течение последних 6 часов. На восстановление данных было потрачено около 18 часов. Процесс восстановления транслировался в прямом эфире на YouTube.
В октябре 2017 года к инвесторам, лидирующим в венчурном финансировании серии C, присоединились GV и другие компании, суммарные инвестиции составили около $20 млн.
В мае 2018 года GNOME переехал в GitLab с более чем 400 проектами и 900 участниками.
Летом 2018 года состоялась покупка платформы GitHub компанией Microsoft, в связи с чем GitLab стал рассматриваться как главная альтернатива GitHub разработчиками, негативно относящимися к Microsoft.
В сентябре 2019 года GitLab привлекла инвестиции в размере $268 млн, а сама компания на тот момент была оценена в $2,7 млрд.
15 октября 2019 из-за опасений корпоративных клиентов было предложено решение о запрете для сотрудников нескольких конкретных рабочих мест, речь идет только об отдельных ролях сотрудников техподдержки, имеющих доступ к персональным данным клиентов, иметь постоянное место проживания в Китае и России. Данное решение пока не было принято из-за озабоченности части пользователей. Причиной появления ограничения стали серьезные опасения многих корпоративных клиентов компании ввиду сложной геополитической ситуации, так как работники GitLab, проживающие в этих странах, имеют доступ к конфиденциальным данным клиентов. GitLab — полностью удаленная компания, ее сотрудники проживают в 64 странах мира.
23 октября 2019 года GitLab анонсировала, но уже на следующий день полностью отказалась от планов собирать статистику использования. Глава компании назвал идею ошибкой, отметив, что она вызвала негативную реакцию у пользователей, поэтому компания незамедлительно от нее отказалась.

## Приобретения
В марте 2015 года GitLab приобрела компанию Gitorious.
В марте 2017 года GitLab объявила о приобретении Gitter. В объявлении было анонсировано, что Gitter продолжит работу в качестве отдельного проекта, а его исходный код станет открытым. Позже код был опубликован в открытом доступе. Архивировано 18 апреля 2021 года. на GitLab.